# Чериковер, Михаил Лазаревич
Михаил Лазаревич Черикове́р (23 марта 1924, Москва — 23 марта 2002, Москва) — советский архитектор. Автор ряда жилых и общественных зданий, построенных в Москве в 1950-е — 1980-е годы.

## Биография
Родился в Москве 23 марта 1924 года. Сын Лазаря Зиновьевича Чериковера и Зинаиды Вольфовны Милявской. В 1941 году окончил московскую школу № 236 имени А. Н. Радищева (образцово-показательная школа при Народном комиссариате просвещения РСФСР). С 1942 по 1943 год находясь в эвакуации, в городе Каменск-Уральский, работал рабочим-строгальщиком на заводе № 286 наркомата авиационной промышленности.
По возвращении в Москву, в 1944 году поступил в Московский архитектурный институт (МАРХИ). В 1949 году защитил диплом с отличием по специальности «Архитектура» на тему «Дом Советов в Кемерово» (руководитель М. И. Синявский).
Как молодой специалист был направлен на работу в мастерскую по проектированию главного здания МГУ, возглавляемую архитектором Львом Рудневым, где в скором времени стал руководителем группы по проектированию интерьеров и облицовки фасадов. Проектирование и строительство МГУ осуществлялось управлением по проектированию МГУ, входившем в состав управления строительства Дворца Советов (СДС). С 1950 г. Чериковер работал там же под руководством зам. руководителя мастерской архитектора П. П. Зиновьева. В 1953 г. «Управление СДС» было переименовано в «Главвысотстрой» минстроя СССР.
Начиная с 1954 года профессиональная деятельность архитектора Чериковера была связана с «Моспроектом-1», — управлением по проектированию жилищно-гражданского и коммунального строительства ГлавАПУ города Москвы.
- С 1954 по 1960 год — архитектор, руководитель группы, главный архитектор проекта (руководитель мастерской архитектор З. М. Розенфельд).
- С 1961 по 1971 год — главный архитектор проекта (руководитель мастерской архитектор  В. Л. Воскресенский).
- С 1971 по 1984 год — заместитель руководителя мастерской № 5[1] (руководитель мастерской архитектор В. Л. Воскресенский).
- С 1984 года вышел на пенсию (персональный пенсионер) и до 1989 года продолжал работу в должности главного архитектора проектов в той же мастерской.

Неоднократно принимал участие в архитектурных конкурсах. Лауреат премии на Всесоюзном конкурсе на проект кинотеатра малой вместимости. Занимался живописью, участвовал в художественных выставках.
Скончался 23 марта 2002 года и был похоронен на Востряковском кладбище.

## Осуществленные проекты
Чериковер за годы работы спроектировал и построил ряд жилых, общественных и административных зданий, в том числе:
- Здание министерства среднего машиностроения СССР (РОСАТОМ), Большая Ордынка, 24, Москва[3]. 1957 г. Авторы-архитекторы П. П. Зиновьев и М. Л. Чериковер[5].
- Жилой дом со встроенным магазином. г. Москва, ул. Горького, 54[1] (ныне — 1-я Тверская-Ямская, 26). Москва. 1958 г. Архитекторы: М. Л. Чериковер[5] П. П. Зиновьев, Т. Сафонова.
- Дом на Люсиновской улице, 14[1]
- Комплекс зданий ВНИИРТ (НИИТФА)[1]. РОСАТОМ. Москва. Варшавское шоссе, 48. 1960-1970 гг. Проектирование поручено ГСПИ (Государственный Специализированный Проектный Институт) и архитектору М. Л. Чериковеру[5]
- Административно-производственный корпус «СОЮЗКУРОРТПРОЕКТ». Кожевническая, 8 — 10, Москва. 1974 г.[1]
- Дворец водного спорта ДСО «Труд» для подготовки спортсменов к Олимпийским играм 1980 г. в Москве. Варшавское шоссе, 14, Москва. 1979 г. (соавтор)[1][3]
- Консульство СССР в Чондине, КНДР, 1970 — 1980 гг.[1]
- Лабораторный корпус НИФХИ им. Л. Я. Карпова. Москва.[1]
- ВНИТИ Прибор, Варшавское шоссе, Москва[3].
- ГИСМ (Государственный Институт Стекольного Машиностроения). Загородное шоссе, Москва[3].
- Участие в проектировании районов массовой застройки: Волхонка-Зил, Чертаново, Бирюлево, Отрадное. Москва. 1960 — 1980-е гг. В частности:
  - Районная тепловая станция Чертаново[1]
  - Застройка квартала № 32 района Волхонка-Зил[3].
  - Застройка квартала № 54 по Большой Тульской улице[3].
  - Застройка квартала № 86 по Варшавскому шоссе[3].

## Награды и звания
- Член Союза архитекторов СССР с 1954 г.[1]
- Лауреат Премии Совета министров СССР (1981 г.).[1]
- Награждён шестью медалями, в том числе медалью «Медаль «За доблестный труд в Великой Отечественной войне 1941—1945 гг.»[1]

## Семья
- Дядя — Григорий Зиновьевич Гричер-Чериковер, кинорежиссёр.
- Жена — Ирина Павловна Блохина (1923—1973), инженер-строитель, кандидат технических наук, дочь архитектора П. Н. Блохина.
  - Дочь — Елена Михайловна Чериковер (род. 1948), инженер-строитель, кандидат технических наук.
  - Сын — Дмитрий Михайлович Чериковер (1957—2021), архитектор. 
    - Внуки — Кирилл Чериковер (род. 1985) и Михаил Чериковер (род. 1990), израильские архитекторы, окончили архитектурный факультет Академии художеств Бецалель в Иерусалиме.

С 1933 года Чериковер проживал в доме, построенном по проекту своего отца (Москва, Большой Комсомольский пер., № 3а).